# 藤原俊盛
藤原 俊盛（ふじわら の としもり）は、平安時代後期の公卿。藤原北家末茂流、尾張守・藤原顕盛の長男。官位は正三位・太皇太后宮権大夫。

## 経歴
祖父・藤原長実は白河法皇の有力な院近臣の一人で、大治5年（1130年）には権中納言に任じられるが、後ろ盾であった白河法皇はその前年に没しており、代わりに院政を行った鳥羽上皇は長実一族の排除に乗り出した。同年、長実の長男であった父・顕盛は修理大夫を解任されたのもその一環であったとみられている。続く長承2年（1133年）には長実が病死、翌長承3年（1134年）には俊盛が従五位下に叙爵を受けるが、この年に父・顕盛が35歳で病死してしまう。その頃、鳥羽上皇は長実の娘・得子（後の美福門院）を寵愛し始めるが、排除の流れが変わる事は無かった。
やがて、俊盛は叔母・得子の庇護を受けるようになる。保延2年（1136年）得子は知行国として備後国を与えられ、直後に丹後国に変更されるが、この両国の受領として国守に任じられたのが俊盛であった。得子は鳥羽上皇に敵視された自らの兄弟らを排して、若年でこうした経緯と関わりのない甥の俊盛を上皇と自分の側近として育てることになる。以降、俊盛は天養元年（1144年）越前国、仁平2年（1152年）丹後国、保元2年（1157年）讃岐国と美福門院の知行国の国守を歴任しながら、美福門院の側近として奉仕し、この間の久安3年（1147年）従四位下、久安5年（1149年）従四位上、久安6年（1150年）正四位下と順調に昇進している。
永暦元年（1160年）に美福門院が没すると、俊盛は後白河上皇の側近に転じ、上皇の信頼を得て年預別当に任ぜられて院の雑事を担当した。その功績によって長寛2年（1164年）従三位に叙せられて公卿に列す。仁安元年（1166年）太皇太后宮権大夫に任ぜられて、太皇太后・藤原多子に仕え、仁安2年（1167年）正三位に至った。
その後、治承元年（1177年）に出家したことが確認できるが、晩年の動向・死去した年月日は不明である。子息の季能も俊盛の路線を継承し、後白河院や美福門院の娘である八条院の近臣として活動した。

## 官歴
『公卿補任』による。
- 長承3年（1134年） 正月5日：従五位下（恂子内親王当年給）
- 保延2年（1136年） 5月22日：備後守。5月10日：丹後守
- 康治元年（1142年） 11月14日：従五位上（皇后藤原得子御給）
- 康治2年（1143年） 4月3日：正五位下（皇后宮行啓押小路殿賞、造作功）
- 康治3年（1144年） 正月24日：左兵衛佐。12月30日：兼越前守
- 久安3年（1147年） 正月5日：従四位下（佐労）
- 久安5年（1149年） 2月13日：従四位上（皇后宮御給）
- 久安6年（1150年） 正月20日：正四位下（朝覲行幸、美福門院御給）
- 仁平2年（1152年） 12月30日：丹後守[1]
- 保元2年（1157年） 3月26日：讃岐守
- 永暦元年（1160年） 4月7日：辞讃岐守（以男季能申任越前守）
- 応保2年（1162年） 10月28日：兼内蔵頭
- 長寛2年（1164年）正月26日：従三位（行幸院、院司）
- 仁安元年（1166年） 10月21日：太皇太后宮権大夫（太皇太后・藤原多子）
- 仁安2年（1167年） 正月20日：正三位（東宮朝覲行啓賞）
- 治承元年（1177年） 9月：出家

## 系譜
- 父：藤原顕盛
- 母：藤原敦兼の娘
- 妻：源雅兼の娘
  - 男子：藤原季能